# Tears Don't Fall
«Tears Don't Fall» (укр. Сльози не падають) — це четвертий сингл валлійського металкор-гурту Bullet for My Valentine, з їх дебютного альбому «The Poison». Продюсером виступив Колін Річардсон.

## Про сингл
Сингл побачив світ 17 червня 2006 року на лейблі Visible Noise у Великій Британії , Sony BMG у Німеччині та на лейблі Trustkill у США. Композиція виграла у номінації Kerrang! Award for Best Single у 2006 році, а також отримала статус «срібної» у Великій Британії за 200 000 проданих копій. Сингл має декілька релізів: два — на CD диску у Великій Британії, третій на грамофонній (вініловій) платівці (також для Великої Британії). Релізи також включають у себе живі версії пісень з альбому «The Poison» та кавер-версії пісень Metallica та Pantera.
У 2013 команда випустила продовження пісні під назвою «Tears Don't Fall (Part 2)», яка входить до їх четвертого альбому «Temper Temper».

## Список композицій
| Перший CD | Перший CD                                 | Перший CD  |
| #         | Назва                                     | Тривалість |
| --------- | ----------------------------------------- | ---------- |
| 1.        | «Tears Don't Fall»                        | 4:40       |
| 2.        | «Domination» (Кавер-версія пісні Pantera) | 5:06       |
| 3.        | «Tears Don't Fall» (Відео)                | 4:37       |
| 14:23     |                                           |            |

| Другий CD | Другий CD                                                                      | Другий CD  |
| #         | Назва                                                                          | Тривалість |
| --------- | ------------------------------------------------------------------------------ | ---------- |
| 1.        | «Tears Don't Fall» (Наживо з Brixton Academy)                                  | 6:10       |
| 2.        | «4 Words (To Choke Upon)» (Наживо з Brixton Academy)                           | 3:52       |
| 3.        | «Suffocating Under Words of Sorrow (What Can I Do)» (Наживо з Brixton Academy) | 4:00       |
| 14:02     |                                                                                |            |

| Грамофонна платівка | Грамофонна платівка                                        | Грамофонна платівка |
| #                   | Назва                                                      | Тривалість          |
| ------------------- | ---------------------------------------------------------- | ------------------- |
| 1.                  | «Tears Don't Fall» (Альбомна версія)                       | 5:48                |
| 2.                  | «Welcome Home (Sanitarium)» (Кавер-версія пісні Metallica) | 6:14                |
| 12:02               |                                                            |                     |

## Позиції в чартах
| Чарти (2006)                                                    | Пікові позиції |
| --------------------------------------------------------------- | -------------- |
| Фінляндія (Suomen virallinen lista)                             | 17             |
| Німеччина (GfK Entertainment)                                   | 47             |
| Шотландія (Official Charts Company)                             | 28             |
| Британський чарт синглів (Official Charts Company)              | 37             |
| Британський рок та метал чарт синглів (Official Charts Company) | 3              |
| Американський Mainstream Rock (Billboard)                       | 24             |
| Американський Alternative Airplay (Billboard)                   | 32             |

## Учасники запису
Інформація про учасників запису запозичена з сайту AllMusic:
- Меттью Так — вокал, ритм-гітара
- Майкл Педжет — гітара, беквокал
- Джейсон Джеймс — бас-гітара, вокал
- Майкл Томас — барабани